# Gouvernement Werner-Schaus II
Gouvernement Werner-Cravatte Gouvernement Thorn-Vouel-Berg
Le gouvernement Werner-Schaus II (luxembourgeois : Regierung Werner-Schaus II), est le gouvernement du Luxembourg en fonction du 1er février 1969 au 15 juin 1974.

## Les élections
Lors des discussions sur le budget de l’année 1969, des dissensions éclatent au sein de la coalition gouvernementale. Alors que le LSAP est favorable à une augmentation des salaires des fonctionnaires et à une adaptation des pensions, le CSV est d’avis que la situation économique, caractérisée par une faiblesse de la croissance, ne permet pas de céder à des revendications sociales coûteuses. Les chefs des deux partis, Pierre Werner et Henry Cravatte, décident d’avancer les élections initialement prévues pour 1969. À l’issue des élections anticipées du 15 décembre 1968, le CSV et le LSAP perdent respectivement un et trois sièges, tandis que le DP retrouve sa position de 1959 avec 11 députés au Parlement. Malgré l’affaiblissement de leurs partis, Werner et Cravatte auraient aimé continuer la coopération entre chrétiens-sociaux et socialistes. Cependant, l’aile syndicale du LSAP s’oppose à un renouvellement de la coalition. Aussi le DP prend-il la place du Parti ouvrier socialiste luxembourgeois qui rejoint l’opposition. Deux remaniements ministériels
interviennent avant la fin de la législature, l’un le 5 juillet 1971 par l’adjonction de deux secrétaires d’État, l’autre le 19 septembre 1972 par la démission de Madeleine Frieden, impliquée dans une affaire de mœurs. À la suite de ce dernier changement, Camille Ney est promu ministre et Jacques Santer entre au gouvernement en tant que secrétaire d’État.

## Composition

### Initiale (1erfévrier 1969)
| Portefeuille | Titulaire | Titulaire                | Parti |
| --- | --------- | ------------------------ | ----- |
| Président du gouvernement Ministre d'État Ministre des Finances                                                                           |           | Pierre Werner            | CSV   |
| Vice-Président du gouvernement Ministre de la Justice Ministre de l'Intérieur Ministre de la Force publique                               |           | Eugène Schaus            | DP    |
| Ministre de l'Agriculture et de la Viticulture Ministre des Travaux publics                                                               |           | Jean-Pierre Büchler      | CSV   |
| Ministre de l'Éducation nationale Ministre du Travail et de la Sécurité sociale                                                           |           | Jean Dupong              | CSV   |
| Ministre de la Famille, de la Jeunesse, de la Solidarité sociale et de la Santé publique Ministre des Affaires culturelles et des Cultes  |           | Madeleine Frieden-Kinnen | CSV   |
| Ministre des Affaires étrangères et du Commerce extérieur Ministre de la Fonction publique Ministre de l'Éducation physique et des Sports |           | Gaston Thorn             | DP    |
| Ministre de l'Économie nationale, des Classes moyennes et du Tourisme Ministre des Transports et de l'Énergie                             |           | Marcel Mart              | DP    |

### Remaniement du 5 juillet 1971
- Les nouveaux ministres sont indiqués en gras, ceux ayant changé d'attributions en italique.

| Portefeuille | Titulaire | Titulaire                | Parti |
| --- | --------- | ------------------------ | ----- |
| Président du gouvernement Ministre d'État Ministre des Finances                                                                           |           | Pierre Werner            | CSV   |
| Vice-Président du gouvernement Ministre de la Justice Ministre de l'Intérieur Ministre de la Force publique                               |           | Eugène Schaus            | DP    |
| Ministre de l'Agriculture et de la Viticulture Ministre des Travaux publics                                                               |           | Jean-Pierre Büchler      | CSV   |
| Ministre de l'Éducation nationale Ministre du Travail et de la Sécurité sociale                                                           |           | Jean Dupong              | CSV   |
| Ministre de la Famille, de la Jeunesse, de la Solidarité sociale et de la Santé publique Ministre des Affaires culturelles et des Cultes  |           | Madeleine Frieden-Kinnen | CSV   |
| Ministre des Affaires étrangères et du Commerce extérieur Ministre de la Fonction publique Ministre de l'Éducation physique et des Sports |           | Gaston Thorn             | DP    |
| Ministre de l'Économie nationale, des Classes moyennes et du Tourisme Ministre des Transports et de l'Énergie                             |           | Marcel Mart              | DP    |
| Secrétaire d'État à l'Agriculture et à la Viticulture Secrétaire d'État à l'Éducation nationale                                           |           | Camille Ney              | CSV   |
| Secrétaire d'État à l'Intérieur |           | Émile Krieps             | DP    |

### Remaniement du 19 septembre 1972
- Les nouveaux ministres sont indiqués en gras, ceux ayant changé d'attributions en italique.

| Portefeuille | Titulaire | Titulaire           | Parti |
| --- | --------- | ------------------- | ----- |
| Président du gouvernement Ministre d'État Ministre des Finances                                                                           |           | Pierre Werner       | CSV   |
| Vice-Président du gouvernement Ministre de la Justice Ministre de l'Intérieur Ministre de la Force publique                               |           | Eugène Schaus       | DP    |
| Ministre des Travaux publics Ministre de la Famille, du Logement social et de la Solidarité sociale Ministre de la Viticulture            |           | Jean-Pierre Büchler | CSV   |
| Ministre de l'Éducation nationale Ministre du Travail et de la Sécurité sociale                                                           |           | Jean Dupong         | CSV   |
| Ministre des Affaires étrangères et du Commerce extérieur Ministre de la Fonction publique Ministre de l'Éducation physique et des Sports |           | Gaston Thorn        | DP    |
| Ministre de l'Économie nationale, des Classes moyennes et du Tourisme Ministre des Transports et de l'Énergie                             |           | Marcel Mart         | DP    |
| Ministre de l'Agriculture Ministre de la Santé publique                                                                                   |           | Camille Ney         | CSV   |
| Secrétaire d'État à l'Intérieur |           | Émile Krieps        | DP    |
| Secrétaire d'État au ministère d'État Secrétaire d'État au Travail et à la Sécurité sociale                                               |           | Jacques Santer      | CSV   |

## La politique extérieure

### L'Europe
Au cours de la période 1969-1974, le Luxembourg continue à jouer un rôle important sur le plan européen grâce aux idées développées par son Premier ministre à propos de l’intégration monétaire. En janvier 1968, invité à un congrès de la CDU en Allemagne, Pierre Werner
avait donné une conférence remarquée durant laquelle il avait présenté un plan en cinq points pour une Union économique et monétaire de l’Europe. Suscitant l’intérêt des autres pays membres de la CEE, Werner est amené à exposer ses vues devant la conférence des
ministres des Finances à Rotterdam en septembre 1968, puis au sommet européen de La Haye en décembre 1969. Lors de cette dernière réunion, les gouvernements proclament leur intention de faire élaborer un plan par étapes en vue de la création d’une union économique
monétaire. La monnaie est appelée à devenir le moteur de la construction européenne. En mars 1970, Pierre Werner est désigné à la tête d’un groupe d’études chargé de faire des propositions à la commission. Dans son rapport final, la commission des experts donne la priorité à la coordination des politiques économiques, la nécessité d’instances de décision communes, la centralisation de la politique monétaire par la création d’un Comité des gouverneurs des banques centrales, la limitation dans un premier temps des variations
des cours et la création d’un Fonds européen pour soutenir les cours. Le « plan Werner » connaît un accueil favorable, mais les difficultés monétaires du dollar et de la livre sterling, la crise pétrolière et la stagflation freinent sa mise en œuvre. Cependant, le système monétaire européen, qui entre en vigueur en 1979, intègre certains de ses éléments, tels le Fonds européen de coopération monétaire (FECOM) et le serpent monétaire.

### Le partenariat belge
En 1972, après 50 ans d’existence, l’UEBL arrive à expiration. Les deux gouvernements décident de la reconduire de dix en dix ans. Chaque reconduction sera l’occasion de nouvelles négociations. Lors du renouvellement de 1972, la question de la répartition des droits d’accises sur l’essence, les cigarettes et les alcools est au centre des négociations. Alors que la convention de 1921 avait retenu la démographie comme critère pour partager les recettes, le gouvernement luxembourgeois réclame une autre clé de répartition, qui tient davantage compte des réalités économiques. Un protocole signé le 27 octobre 1971 essaie de satisfaire les revendications luxembourgeoises en prévoyant, à intervalles réguliers, une nouvelle répartition des droits d’accises.

## La politique économique
Pendant la seconde moitié des années 1960, l’économie du Grand-Duché avait souffert d’une certaine langueur. Son taux de croissance avait été inférieur à celui des autres partenaires de la CEE. La faiblesse de la croissance s’expliquait principalement par la structure monolithique de l’économie luxembourgeoise. En 1968, le Conseil économique et social avait mis en garde le gouvernement que « tout porte à croire que les temps de la grande prospérité sont révolus et ne pourraient revenir que passagèrement à la faveur de circonstances exceptionnelles. Dès lors, il ne faut pas attendre de la sidérurgie qu’elle continue à être, comme elle l’a été pendant de longues années, […] le support essentiel du progrès technique, économique et social du pays ».
À partir de 1969, la conjoncture économique s’améliore. Les investissements de la sidérurgie s’accroissent à raison de 150% par rapport à l’année 1968. La production d’acier augmente de façon considérable pour atteindre, en 1974, le chiffre record de 6 448 351 tonnes. Les rémunérations dans le secteur sidérurgique progressent de 27% entre 1969 et 1973. La vague de prospérité estompe les angoisses structurelles qui avaient provoqué la chute du gouvernement précédent. Cependant, la pleine utilisation des capacités de
production et une demande globale excédentaire créent une situation d’emballement qui risque d’accélérer la spirale de l’inflation. Marcel Mart, ministre de l’Économie à l’époque, a parlé d’une « conjoncturite aiguë ». Dès lors, l’action du gouvernement vise à contrer les effets pervers de la surchauffe économique par un renforcement du contrôle des prix, par l’injonction donnée aux établissements de crédit et aux caisses de pension de freiner leur politique de crédits et de prêts, par l’autorisation temporaire du travail du samedi dans le secteur de la construction, particulièrement touché par la pénurie de la main-d’œuvre, par la diminution des taux de la TVA sur un certain nombre d’articles de large consommation avec forte incidence sur l’indice des prix et, enfin, par l’introduction d’une surtaxe conjoncturelle de 5% sur les revenus des collectivités. Une forte augmentation des excédents budgétaires permet de réaliser une épargne publique et de mener ainsi une action anticyclique. Les surplus du budget de l’État alimentent divers fonds d’investissement, tels le Fonds des routes ou le Fonds de crise créé par la loi du 27 juillet 1938. L’introduction de la TVA le 1er janvier 1970 suscite également des craintes d’inflation. Le passage de l’impôt sur le chiffre d’affaires traditionnel, principale ressource fiscale dans le domaine des impôts indirects, au système de la taxe sur la valeur ajoutée risque d’être un nouveau
facteur de hausse des prix. Aussi le gouvernement prévoit-il, à côté d’un taux normal de 8%, un taux réduit de 4%. 
Le gouvernement a beaucoup de difficultés à freiner la course au relèvement des revenus, autre source d’inflation. Il lui est impossible de toucher à l’échelle mobile des traitements et salaires, véritable tabou social. Pourtant, cette mesure aurait permis une décélération plus importante de la spirale prix-salaires. Des revendications salariales dans un secteur déclenchent des demandes dans d’autres. En 1969, le gouvernement doit céder aux revendications de la fonction publique qui exige un « rattrapage » de l’écart qui se serait creusé entre les rémunérations du secteur public et celles du privé. En effet, l’État, en concurrence avec la place bancaire qui rafle une bonne partie des universitaires et bacheliers, a de plus en plus de difficultés à recruter des candidats qualifiés.
L’essor de l’économie a entraîné une forte croissance de l’emploi. Cependant, sur arrière-fond d’une natalité fortement régressive, le marché du travail national est incapable de satisfaire à la demande. Afin d’atténuer la pénurie de main-d’œuvre, le gouvernement a recours à l’immigration. Le 20 mai 1970, le Luxembourg et le Portugal signent un traité qui règle le recrutement des travailleurs portugais. Le 28 mai 1970, une autre convention est conclue avec le gouvernement yougoslave. De 1969 à 1974, 24 560 personnes en provenance du Portugal arrivent au Grand-Duché. 
La croissance de l’économie luxembourgeoise accentue le déséquilibre géographique en accélérant le dépeuplement des régions septentrionales à prédominance agricole. La loi du 20 mars 1974, concernant l’aménagement général du territoire, aborde pour la première fois la question de l’équilibre structurel et géographique du point de vue national. Son objectif est de doter les décideurs politiques de moyens pour assurer le développement harmonieux de l’équipement national et de l’infrastructure du pays. Cette loi témoigne aussi de l’intérêt croissant qui est accordé à la notion de qualité de vie et de l’émergence de considérations écologiques. 
La hausse subite des prix des produits pétroliers en 1972 plonge les économies occidentales dans une inflation quasi galopante. Le gouvernement prend des mesures pour réduire la consommation d’essence, par exemple en décrétant des dimanches libres de toute circulation automobile. Parallèlement, il recherche des sources d’énergie alternatives. En 1972, le gouvernement entame l’étude de la construction d’une centrale nucléaire sur le territoire luxembourgeois. Des négociations ont lieu avec la société Rheinisch-Westfälische Energie AG, également partenaire dans la centrale hydroélectrique de pompage à Vianden. Le projet retenu prévoit la construction d’une centrale nucléaire de 1200 MW sur la Moselle, près de Remerschen. Cependant, en 1974 déjà, les premières oppositions se manifestent.
Dans le domaine des médias, le gouvernement poursuit la collaboration de l’État avec la CLT en renforçant cependant le contrôle des pouvoirs publics sur le destin de la compagnie. Le 4 avril 1973, Pierre Werner signe l’accord de prolongation des concessions accordées à la CLT jusqu’au 31 décembre 1995. Le gouvernement luxembourgeois obtient un droit de veto en cas de cession d’actions, qui met en cause la neutralité politique ou le caractère luxembourgeois de l’entreprise. Le cahier des charges oblige également la CLT à entretenir un orchestre symphonique.

## La politique sociale
À la fin des années 1960, la société luxembourgeoise atteint un niveau de vie très élevé. L’essor économique s’accompagne de changements sociaux profonds. Un peu partout en Europe, on revendique des réformes de l’éducation, du droit de la famille, du droit pénal. Également au Luxembourg, des voix s’élèvent pour exiger plus de participation, plus d’émancipation. La contestation estudiantine de 1968 avait fait naître la volonté d’associer davantage la jeunesse à la vie politique. Avant les élections anticipées du 15 décembre 1968, la Chambre avait déclaré vouloir réviser l’article 52 de la Constitution concernant la majorité politique. En 1972, les députés procèdent à la révision en abaissant l’âge de l’électorat actif à 18 ans et celui de l’électorat passif à 21 ans. En supprimant la collation des grades, le gouvernement remplit une revendication essentielle qui avait provoqué en mai 1968 la grève des élèves des Cours supérieurs. La loi du 18 juin 1969 substitue un système d’homologation des titres étrangers à la collation des grades. Au niveau des entreprises, le gouvernement met en pratique l’idée de cogestion, c’est-à-dire de participation des travailleurs aux décisions de l’entreprise. La loi du 6 mai 1974 instaure des « comités mixtes » dans les entreprises, qui occupent au moins 150 travailleurs, et organise la représentation des salariés dans les sociétés anonymes.
Au début des années 1970 intervient progressivement l’émancipation de la femme mariée. La loi du 12 novembre 1971 relative à la protection de la jeunesse stipule que l’épouse n’est plus obligée de demander l’accord de son mari pour ester en justice. Celle du 4 février 1974 porte réforme des régimes matrimoniaux et fixe les modalités du contrat de mariage. À partir de 1972, Eugène Schaus, ministre de la Justice, présente plusieurs avant-projets de loi dans le domaine du droit familial concernant notamment la législation sur le divorce et l’interruption volontaire de grossesse. Cependant, ces questions touchent des points sensibles de la philosophie du Parti chrétien-social qui craint qu’un libéralisme excessif ne risque d’ébranler les fondements éthiques de la société. Le Premier ministre, soucieux d’éviter des batailles idéologiques, compte sur une longue procédure et favorise le report de la discussion parlementaire au-delà de l’échéance des élections. Par contre, le problème de la natalité déficiente est ressenti comme une question cruciale. Le gouvernement relève les prestations familiales surtout à partir du troisième enfant. De même, les allocations de naissance, assorties d’une prime de pré-naissance, sont fortement augmentées. Néanmoins, l’incidence de ces mesures sur le taux de natalité ne correspond pas aux espoirs nourris.